# Alexandra Neldel
Alexandra Monika Neldel est une actrice allemande, née le 11 février 1976 à Berlin. Elle est connue pour avoir joué le rôle de Lisa Plenske dans la série télévisée Le Destin de Lisa.

## Biographie
Née en 1976 à Berlin, de Klaus-Eberhard Neldel, Alexandra Neldel est diplômée de l'école de Realschule dans le Berlin-Steglitz.

### Carrière
En 2005 elle perce dans le métier d'actrice, avec le rôle de Lisa Plenske dans la série Le Destin de Lisa (Verliebt in Berlin). Elle a dû rentrer dans la peau de son personnage au moyen d'une perruque, d'un appareil dentaire et de lunettes. Elle quitte la série à la fin de la première saison, avec une spéciale de trois heures pour le mariage. Dans la seconde saison, c'est Tim Sander qui tient le rôle principal, mais l'actrice revient mi-avril 2007 pour aider la production, faute d'audience.
En 2008, elle tient le rôle principal de Lena Berkow, une femme de l'après-guerre dans les années cinquante dans un téléfilm en trois parties Die Rebellin.
De 2010 a 2013, Alexandra tourne dans une trilogie télévisée sur l'époque médiévale : La Catin (en allemand : Die Wanderhure), La Châtelaine, (Die Rache der Wanderhure) et Le Testament de la catin, (Das Vermächtnis der Wanderhure) où elle incarne Marie Schärer, en compagnie de l'acteur Bert Tischendorf.
Alexandra Neldel a tourné dans la série Présumé coupable en 2008 et dans le film encore La femme interdite.

## Filmographie

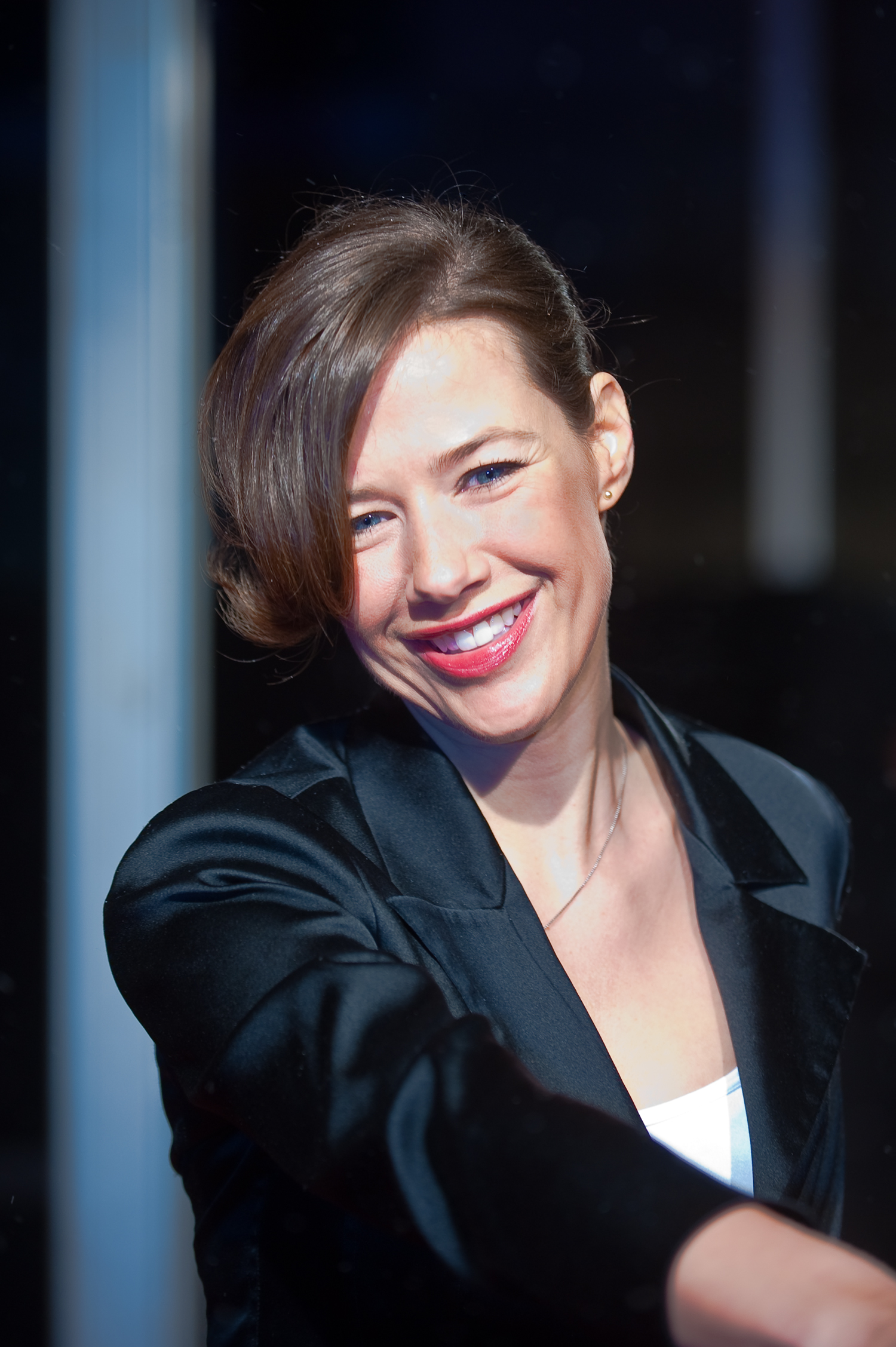
Alexandra Neldel en 2010.

### Films
- 1999 : Bang Boom Bang de Peter Thorwarth : Mélanie
- 2000 : Flashback – Mörderische Ferien de Michael Karen : Melissa Schroeder
- 2000 : Erkan and Stefan de Michael Herbig : Nina
- 2001 : Allô pizza de Christian Zübert : Jenny
- 2003 : Ils ont eu Knut de Stefan Krohmer : Sylvia
- 2003 : Der Letzte Lude de Stephen Manuel : Anica
- 2004 : Samba à Mettmann de Angelo Colagrossi : Vera
- 2004 : Autoroute Racer de Michael Keusch : Claudi
- 2005 : Barfuss de Til Schweiger : Janine
- 2006 : Goldene Zeiten de Peter Thorwarth : Melanie
- 2007 : Une avalanche de cadeaux de Vanessa Jopp : Isabell
- 2008 : Märzmelodie de Martin Walz : Anna Brokate
- 2012 : Le Secret de Mélusine (Schatzritter) de Laura Schroeder : Melanie
- 2012 : Unter Frauen de Hansjörg Thurn : Paula Pelzer
- 2017 : Lommbock (en) de Christian Zübert : Jenny

### Téléfilms
- 1998 : Die Mädchenfalle – Der Tod kommt online de Peter Ily Huemer : Heidi
- 1998 : Das Miststück de Carlo Rola : Doris Matthaus
- 1999 : Doggy Dog – Eine total verrückte Hundeentführung de Klaus Knoesel : Greta
- 2000 : Heimliche Küsse – Verliebt in ein Sex-Symbol de Wolfgang Limmer : Alex Schröder
- 2001 : Verliebte Jungs de Christoph Schrewe : Tine
- 2001 : Die Großstadt-Sheriffs de Stephen Manuel : Anja Grafers
- 2004 : Nachtschicht – Vatertag
- 2005 : Scharf wie Chili de Markus Bräutigam : Esther Brandt
- 2005 : Condylome-Schiff de Konrad Sabrautzky :  divers personnages
- 2009 : Die Rebellin de Ute Wieland : Lena Berkow
- 2009 : Killerjagd. Töte mich, wenn du kannst de Manuel Flurin Hendry : Anna Winter
- 2010 : Killerjagd. Schrei, wenn du dich traust de Elmar Fischer : Dr. Anna Winter
- 2010 : La Catin de Hansjörg Thurn : Marie Schärer
- 2010 : La Belle et le Boxeur (Glückstreffer – Anne und der Boxer) de Joseph Orr : Anne Berger
- 2011 : Bollywood dans les Alpes (Bollywood lässt Alpen glühen) de Holger Haase : Franzi
- 2011 : La Belle et le Pilote  (Buschpiloten küsst man nicht) de Christian Theede : Dr. Maria Berkel
- 2012 : La Châtelaine (Die Rache der Wanderhure) de Hansjörg Thurn : Marie Adler
- 2012 : Le Testament de la catin (Das Vermächtnis der Wanderhure) de Thomas Nennstiel : Marie Adler
- 2013 : Le Ministre d'Uwe Janson : Viktoria von Donnersberg
- 2013 : La Femme interdite (Die verbotene Frau) de Sebastian Vigg : Verena
- 2015 : Rosa : Wedding planneuse de Holger Haase : Rosa Winter
- 2015 : Rosa : Nuages au-dessus du Cap de Michael Karen : Rosa Winter
- 2016 : Das Mädchen aus dem Totenmoor de Axel Barth : Jutta Keller
- 2016 : Rosa : En amour, engagée, interdit de Hansjörg Thurn : Rosa Winter
- 2016 : Rosa : La Seconde Chance de Michael Karen : Rosa Winter

### Séries télévisées
- 1996-1997 : Au rythme de la vie (Gute Zeiten, schlechte Zeiten) de Reg Watson : Katja Wettstein (60 épisodes)
- 2000-2001 : OP ruft Dr. Bruckner (5 épisodes) de Michel Bielawa : Katja Wettstein (60 épisodes)
- 2002 : Rosamunde Pilcher de Dieter Kehler : Joanna Crayshaw
- 2002 : Un cas pour deux (épisode 198) de Balthasar von Weymarn : Saskia
- 2003 : Soko brigade des stups (SOKO 5113) (épisode 293) de Michel Bielawa : Franziska Pendling
- 2004 : Nachtschicht de Lars Becker : Nachbarin / Schwester Fanny
- 2004–2005 : Berlin, Berlin (3. – 4. saison) de David Safier : Vero Gol-Sawatzki
- 2005–2006 : Le Destin de Lisa de Michael Esser et Peter Schlesselmann : Lisa Plenske
- 2006 : Die ProSieben Märchenstunde – Der Froschkönig de Tommy Krappweis : Prinzessin Dorothea
- 2007 : Vengeance de Andreas Prochaska : Esther Nentwig
- 2007 : Le Destin de Bruno de Michael Esser et Peter Schlesselmann : Lisa (16 épisodes)
- 2008 : Présumé Coupable de Philipp Kadelbach : Dr. Anna Winter

## Doublage
- 2000 : Titan A.E.
- 2001 : Docteur Dolittle 2
- 2006 : Les Rebelles de la forêt
- 2010 : Raiponce
- 2018 : Marnies Welt[10]

## Distinctions
- Bravo Otto 1997 :  Bravo Otto d'argent de la vedette de télévision féminine
- Bravo Otto 1998 : Bravo Otto d'argent de la vedette de télévision féminine
- Undine Awards 2005 : Meilleur second rôle adolescent pour Barfuss
- Maximal 2005 :  Femme de l'année
- Bravo Otto 2005 :  Bravo Otto d'argent de la vedette de télévision féminine
- Festival de la Rose d'Or 2006 : Meilleure actrice de soap pour Le Destin de Lisa
- Berliner Bär 2006
- Bavarian TV Awards 2006 :  Meilleure actrice dans une série pour Unschuldig

## Voix françaises
- Adeline Moreau dans :
  - Le Destin de Lisa (2005-2006)
  - Le Destin de Bruno (2006-2007)
  - Vengeance en série (2007)
  - Présumé Coupable (2008)
  - Présumé coupable : Appel de détresse  (2009)
  - La Catin (2010)
  - Killerjagd. Schrei, wenn du dich traust (2010)
  - La Belle et le Boxeur (2010)
  - Bollywood dans les Alpes (2011)
  - La Belle et le Pilote (2011)
  - La Châtelaine (2012)
  - Le Testament de la catin (2012)
  - Le Ministre (2013)
  - La Femme interdite (2013)
  - Docteurs sans frontière (2014)
  - Rosa : Wedding planneuse (2015)
  - Rosa : Nuages au-dessus du Cap (2015)
  - Rosa : En amour, engagée, interdit (2016)
  - Rosa : La Seconde Chance (2016)